# Anglian Monarch
L’Anglian Monarch est un remorqueur de haute mer, affrété par les garde-côtes britanniques pour garder le pas de Calais.

## Historique
L’Anglian Monarch est relativement récent, construit en 1999 au Japon. Il est actuellement possédé par Klyne Tugs, immatriculé à Lowestoft dans le Suffolk, et affrété par la Maritime Coastguard Agency (MCA).
Sa gestion est particulière : il est l'objet d'une coopération bilatérale entre la France et la Grande-Bretagne. Par conséquent, il navigue dans les eaux territoriales des deux pays.
Les Britanniques ont retiré le remorqueur Anglian Monarch qui assurait la sécurité dans cette zone depuis 2000. La France payait depuis 2000 la moitié du taux d’affrètement. Le remorqueur Abeille Languedoc est remonté en urgence dans le pas de Calais pour pallier ce retrait. Depuis le 1er septembre 2013, certains dont la CGT estiment que la protection des marins, des biens et du littoral n'est plus assurée correctement. Une lettre ouverte de la CGT des marins du Grand Ouest a été envoyée à Michel Aymeric, Secrétaire général de la mer le 6 novembre 2013, à ce sujet.

## Rôle
L’Anglian Monarch est utilisé à la fois pour garder les côtes françaises et britanniques dans la région du pas de Calais, un des endroits au monde où la concentration de navires est la plus grande. Son rôle est de porter assistance aux navires en difficulté, par exemple à la suite d'une avarie ou d'une panne les empêchant de naviguer correctement, et risquant ainsi de bloquer le trafic ou de s'échouer.
Dans ce cas, l’Anglian Monarch intervient pour remorquer le navire en question loin du chenal.
Quand il n'est pas en mission, le remorqueur participe à des exercices avec les sauveteurs en mer britanniques (la RNLI) et français (la SNSM), ainsi qu'avec les hélicoptères français GW et britanniques IJ.

## Caractéristiques
- Longueur hors-tout : 58 m
- Largeur au maître-bau : 14 m
- Tirant d'eau : 7 m

### Propulsion
La propulsion est assurée par deux hélices à pales orientables en tuyère, entraînées par deux moteurs diesel Niigata de 4,5 MW chacun. Un propulseur d'étrave de 900 kW et un propulseur de poupe de 670 kW complète le système de propulsion, pour une puissance totale installée de 10,5 MW.
Cette puissance donne au remorqueur une traction au point fixe de 152 tonnes.

### Équipement de remorquage
Le remorqueur possède un treuil principal « en cascade » : le treuil de remorquage est au-dessus d'un autre treuil plus petit, utilisé pour les ancres.
Sur le petit treuil s'enroule un câble de 72 mm de diamètre pour 200 m de long. Le treuil principal utilise un câble de 72 mm de diamètre, 1 500 m de long pour un poids de 23,5 kg/m ; son point de rupture est à 365 tonnes.
Une pompe à incendie peut délivrer 1 500 tonnes d'eau par heure, ou 5 000 m3 de mousse, grâce à deux canons d'arrosage.